# 지하차도
지하차도(地下車道, vehicle underpass) 또는 지하터널(underground tunnel)은 도로의 교통 체증을 미연에 방지하기 위해 만든 입체 교차로로, 지하에 있는 도로 시설물이다. 예를 들어 증산지하차도, 상암지하차도, 화곡지하차도, 염천지하차도, 간석지하차도, 석암지하차도, 용현지하차도, 문학지하차도, 고속종점지하차도 등이 대표적인 지하차도이다. 일반적인 터널과 다른 점이 있다면, 지하차도는 막혀있는 산이나 언덕을 뚫는 것이 아닌 지하로 터널을 뚫는다는 점에서 다르다. 참고로, 자동차가 다닐 수 있는 지하차도와는 별개로, 수색동과 상암동 지역울 연결하는 '수색기지 지하통로'(토끼굴)와 같이 사람만 통행할 수 있는 지하보도도 있다.

## 고가도로와의 비교
고가도로와 다른 점이 있다면, 고가도로는 지상의 위로 도로를 올려 다리와 비슷하게 교각 등이 필요한데, 지하차도는 땅의 밑을 파고들기 때문에 그런 시설이 필요치 않다. 또한, 육교와 같이 고가도로도 도시의 미관을 해친다는 이유로 철거하는 경우가 많은데 비해, 지하차도는 저지대에 위치해 있어서 환기시설 설치가 어렵고 화재는 물론 집중호우와 홍수로 인한 침수로 막대한 피해가 발생할 수 있는 구조적인 취약점을 내포하고 있음에도 다시 매립하는 경우는 드물다. 사전 예방 차원에서 CCTV를 통해 화재, 침수 등 재난 상황을 상시 모니터링하고 소방시설, 배수시설, 지하차도 입구에 진출입 안내 전광판 및 재난 발생시 차량 진입을 원천적으로 막을 수 있는 '자동 차단 시설' 등 방재시설을 설치하면 도시의 미관을 해치지 않는 범위 내에서 차선의 대안이 될 수 있다.

## 같이 보기
- 도로
- 터널
- 고가도로